# Hans-Georg Schwarzenbeck
Hans-Georg Schwarzenbeck (Monaco di Baviera, 3 aprile 1948) è un ex calciatore tedesco che ha giocato per tutta la sua carriera nelle file del Bayern Monaco nel ruolo di difensore.
Difensore centrale, durante la sua lunga carriera, "Katsche" Schwarzenbeck ha militato solo nel Bayern Monaco, dal 1966 al 1981, diventando, insieme a Franz Beckenbauer, Gerd Müller, Sepp Maier e Paul Breitner uno dei giocatori cardine della squadra bavarese.

## Carriera

### Club
Hans-Georg Schwarzenbeck fa il suo debutto in prima squadra nella finale della DFB-Pokal 1966-1967, vinta per 4-0 contro l'Amburgo. Da qui in avanti disputa 416 incontri in Bundesliga e 70 nelle competizioni europee, segnano 21 gol. Ha vinto sei titoli tedeschi, tre Coppe di Germania, tre Coppe dei Campioni, una Coppa delle Coppe ed una Coppa Intercontinentale. Si è ritirato a trentadue anni, in seguito alla rottura del tendine d'Achille, rilevando successivamente un'edicola.
È ricordato anche per aver realizzato il gol dell'1-1, al 119' della finale della Coppa dei Campioni 1973-1974 contro l'Atlético Madrid. La rete, realizzata con un tiro da 25 metri fa sì che il Bayern possa rigiocare la partita (all'epoca non erano previsti i calci di rigore in caso di parità dopo i tempi supplementari), vincendo la ripetizione per 4-0 e quindi la prima Coppa dei Campioni.

### Nazionale
Con la Germania Ovest ha giocato dal 1971 al 1978, scendendo in campo 44 volte. Ha vinto il campionato d'Europa 1972 e il campionato del mondo 1974, e ha partecipato anche alle spedizioni di Jugoslavia 1976 e Argentina 1978.

## Statistiche

### Presenze e reti nei club
| Stagione        | Squadra         | Campionato      | Campionato | Campionato | Coppe nazionali | Coppe nazionali | Coppe nazionali | Coppe continentali | Coppe continentali | Coppe continentali | Altre coppe | Altre coppe | Altre coppe | Totale | Totale |
| Stagione        | Squadra         | Comp            | Pres       | Reti       | Comp            | Pres            | Reti            | Comp               | Pres               | Reti               | Comp        | Pres        | Reti        | Pres   | Reti   |
| --------------- | --------------- | --------------- | ---------- | ---------- | --------------- | --------------- | --------------- | ------------------ | ------------------ | ------------------ | ----------- | ----------- | ----------- | ------ | ------ |
| 1966-1967       | Bayern Monaco   | BL              | 21         | 0          | CG              | 5               | 0               | CdC                | 2                  | 0                  | -           | -           | -           | 28     | 0      |
| 1967-1968       | Bayern Monaco   | BL              | 33         | 0          | CG              | 4               | 0               | CdC                | 8                  | 0                  | -           | -           | -           | 45     | 0      |
| 1968-1969       | Bayern Monaco   | BL              | 34         | 0          | CG              | 6               | 0               | -                  | -                  | -                  | -           | -           | -           | 40     | 0      |
| 1969-1970       | Bayern Monaco   | BL              | 32         | 1          | CG              | 1               | 0               | CC                 | 2                  | 0                  | -           | -           | -           | 35     | 1      |
| 1970-1971       | Bayern Monaco   | BL              | 29         | 2          | CG              | 7               | 0               | CdF                | 7                  | 1                  | -           | -           | -           | 50     | 3      |
| 1971-1972       | Bayern Monaco   | BL              | 32         | 1          | CG              | 5               | 0               | CdC                | 8                  | 0                  | -           | -           | -           | 45     | 1      |
| 1972-1973       | Bayern Monaco   | BL              | 34         | 1          | CG              | 6               | 2               | CC                 | 6                  | 0                  | -           | -           | -           | 46     | 3      |
| 1973-1974       | Bayern Monaco   | BL              | 33         | 7          | CG              | 4               | 1               | CC                 | 10                 | 1                  | -           | -           | -           | 47     | 9      |
| 1974-1975       | Bayern Monaco   | BL              | 34         | 3          | CG              | 3               | 0               | CC                 | 7                  | 0                  | -           | -           | -           | 44     | 3      |
| 1975-1976       | Bayern Monaco   | BL              | 33         | 1          | CG              | 6               | 2               | CC                 | 8                  | 0                  | SU          | 2           | 0           | 49     | 3      |
| 1976-1977       | Bayern Monaco   | BL              | 31         | 1          | CG              | 3               | 1               | CC                 | 6                  | 0                  | CInt+SU     | 2+2         | 0+0         | 44     | 2      |
| 1977-1978       | Bayern Monaco   | BL              | 34         | 1          | CG              | 3               | 0               | CC                 | 6                  | 0                  | -           | -           | -           | 43     | 1      |
| 1978-1979       | Bayern Monaco   | BL              | 34         | 3          | CG              | 2               | 1               | -                  | -                  | -                  | -           | -           | -           | 36     | 4      |
| 1979-1980       | Bayern Monaco   | BL              | 2          | 0          | CG              | 0               | 0               | CU                 | 0                  | 0                  | -           | -           | -           | 2      | 0      |
| 1980-1981       | Bayern Monaco   | BL              | 0          | 0          | CG              | 0               | 0               | CC                 | 0                  | 0                  | -           | -           | -           | 0      | 0      |
| Totale carriera | Totale carriera | Totale carriera | 416        | 21         |                 | 55              | 7               |                    | 70                 | 2                  |             | 6           | 0           | 547    | 30     |

### Cronologia presenze e reti in nazionale
| Cronologia completa delle presenze e delle reti in nazionale ― Germania Ovest | Cronologia completa delle presenze e delle reti in nazionale ― Germania Ovest | Cronologia completa delle presenze e delle reti in nazionale ― Germania Ovest | Cronologia completa delle presenze e delle reti in nazionale ― Germania Ovest | Cronologia completa delle presenze e delle reti in nazionale ― Germania Ovest | Cronologia completa delle presenze e delle reti in nazionale ― Germania Ovest | Cronologia completa delle presenze e delle reti in nazionale ― Germania Ovest | Cronologia completa delle presenze e delle reti in nazionale ― Germania Ovest |
| Data                                                                          | Città                                                                         | In casa                                                                       | Risultato                                                                     | Ospiti                                                                        | Competizione                                                                  | Reti                                                                          | Note                                                                          |
| ----------------------------------------------------------------------------- | ----------------------------------------------------------------------------- | ----------------------------------------------------------------------------- | ----------------------------------------------------------------------------- | ----------------------------------------------------------------------------- | ----------------------------------------------------------------------------- | ----------------------------------------------------------------------------- | ----------------------------------------------------------------------------- |
| 12-6-1971                                                                     | Karlsruhe                                                                     | Germania Ovest                                                                | 2 – 0                                                                         | Albania                                                                       | Qual. Euro 1972                                                               | -                                                                             |                                                                               |
| 22-6-1971                                                                     | Oslo                                                                          | Norvegia                                                                      | 1 – 7                                                                         | Germania Ovest                                                                | Amichevole                                                                    | -                                                                             |                                                                               |
| 27-6-1971                                                                     | Göteborg                                                                      | Svezia                                                                        | 1 – 0                                                                         | Germania Ovest                                                                | Amichevole                                                                    | -                                                                             |                                                                               |
| 30-6-1971                                                                     | Copenaghen                                                                    | Danimarca                                                                     | 1 – 3                                                                         | Germania Ovest                                                                | Amichevole                                                                    | -                                                                             |                                                                               |
| 8-9-1971                                                                      | Hannover                                                                      | Germania Ovest                                                                | 5 – 0                                                                         | Messico                                                                       | Amichevole                                                                    | -                                                                             |                                                                               |
| 10-10-1971                                                                    | Varsavia                                                                      | Polonia                                                                       | 1 – 3                                                                         | Germania Ovest                                                                | Qual. Euro 1972                                                               | -                                                                             |                                                                               |
| 17-1-1971                                                                     | Amburgo                                                                       | Germania Ovest                                                                | 0 – 0                                                                         | Polonia                                                                       | Qual. Euro 1972                                                               | -                                                                             |                                                                               |
| 29-3-1972                                                                     | Budapest                                                                      | Ungheria                                                                      | 0 – 2                                                                         | Germania Ovest                                                                | Amichevole                                                                    | -                                                                             |                                                                               |
| 29-4-1972                                                                     | Londra                                                                        | Inghilterra                                                                   | 1 – 3                                                                         | Germania Ovest                                                                | Euro 1972 - Quarti di finale - andata                                         | -                                                                             |                                                                               |
| 13-5-1972                                                                     | Amburgo                                                                       | Germania Ovest                                                                | 0 – 0                                                                         | Inghilterra                                                                   | Euro 1972 - Quarti di finale - ritorno                                        | -                                                                             |                                                                               |
| 26-5-1972                                                                     | Monaco di Baviera                                                             | Germania Ovest                                                                | 3 – 0                                                                         | Unione Sovietica                                                              | Amichevole                                                                    | -                                                                             |                                                                               |
| 14-6-1972                                                                     | Anversa                                                                       | Belgio                                                                        | 1 – 2                                                                         | Germania Ovest                                                                | Euro 1972 - Semifinale                                                        | -                                                                             |                                                                               |
| 18-6-1972                                                                     | Bruxelles                                                                     | Unione Sovietica                                                              | 0 – 3                                                                         | Germania Ovest                                                                | Euro 1972 - Finale                                                            | -                                                                             | [ 4 ]                                                                         |
| 15-11-1972                                                                    | Düsseldorf                                                                    | Germania Ovest                                                                | 5 – 1                                                                         | Svizzera                                                                      | Amichevole                                                                    | -                                                                             |                                                                               |
| 14-2-1973                                                                     | Monaco di Baviera                                                             | Germania Ovest                                                                | 2 – 3                                                                         | Argentina                                                                     | Amichevole                                                                    | -                                                                             | 46’                                                                           |
| 28-3-1973                                                                     | Düsseldorf                                                                    | Germania Ovest                                                                | 3 – 0                                                                         | Cecoslovacchia                                                                | Amichevole                                                                    | -                                                                             |                                                                               |
| 9-5-1973                                                                      | Monaco di Baviera                                                             | Germania Ovest                                                                | 0 – 1                                                                         | Jugoslavia                                                                    | Amichevole                                                                    | -                                                                             |                                                                               |
| 5-9-1973                                                                      | Mosca                                                                         | Unione Sovietica                                                              | 0 – 1                                                                         | Germania Ovest                                                                | Amichevole                                                                    | -                                                                             |                                                                               |
| 24-11-1973                                                                    | Stoccarda                                                                     | Germania Ovest                                                                | 2 – 1                                                                         | Spagna                                                                        | Amichevole                                                                    | -                                                                             | 84’                                                                           |
| 26-2-1974                                                                     | Roma                                                                          | Italia                                                                        | 0 – 0                                                                         | Germania Ovest                                                                | Amichevole                                                                    | -                                                                             |                                                                               |
| 27-3-1974                                                                     | Francoforte sul Meno                                                          | Germania Ovest                                                                | 2 – 1                                                                         | Scozia                                                                        | Amichevole                                                                    | -                                                                             |                                                                               |
| 17-4-1974                                                                     | Dortmund                                                                      | Germania Ovest                                                                | 5 – 0                                                                         | Ungheria                                                                      | Amichevole                                                                    | -                                                                             | 46’                                                                           |
| 1-5-1974                                                                      | Amburgo                                                                       | Germania Ovest                                                                | 2 – 0                                                                         | Svezia                                                                        | Amichevole                                                                    | -                                                                             |                                                                               |
| 14-6-1974                                                                     | Berlino                                                                       | Germania Ovest                                                                | 1 – 0                                                                         | Cile                                                                          | Mondiali 1974 - 1º turno                                                      | -                                                                             |                                                                               |
| 18-6-1974                                                                     | Amburgo                                                                       | Australia                                                                     | 0 – 4                                                                         | Germania Ovest                                                                | Mondiali 1974 - 1º turno                                                      | -                                                                             |                                                                               |
| 22-6-1974                                                                     | Amburgo                                                                       | Germania Est                                                                  | 1 – 0                                                                         | Germania Ovest                                                                | Mondiali 1974 - 1º turno                                                      | -                                                                             | 68’                                                                           |
| 26-6-1974                                                                     | Düsseldorf                                                                    | Jugoslavia                                                                    | 0 – 2                                                                         | Germania Ovest                                                                | Mondiali 1974 - 2º turno                                                      | -                                                                             |                                                                               |
| 30-6-1974                                                                     | Düsseldorf                                                                    | Germania Ovest                                                                | 4 – 2                                                                         | Svezia                                                                        | Mondiali 1974 - 2º turno                                                      | -                                                                             |                                                                               |
| 3-7-1974                                                                      | Francoforte sul Meno                                                          | Polonia                                                                       | 0 – 1                                                                         | Germania Ovest                                                                | Mondiali 1974 - 2º turno                                                      | -                                                                             |                                                                               |
| 7-7-1974                                                                      | Monaco di Baviera                                                             | Germania Ovest                                                                | 2 – 1                                                                         | Paesi Bassi                                                                   | Mondiali 1974 - Finale                                                        | -                                                                             | 2º titolo mondiale                                                            |
| 4-9-1974                                                                      | Basilea                                                                       | Svizzera                                                                      | 1 – 2                                                                         | Germania Ovest                                                                | Amichevole                                                                    | -                                                                             | 78’                                                                           |
| 20-11-1974                                                                    | Atene                                                                         | Grecia                                                                        | 2 – 2                                                                         | Germania Ovest                                                                | Qual. Euro 1976                                                               | -                                                                             |                                                                               |
| 27-4-1975                                                                     | Sofia                                                                         | Bulgaria                                                                      | 1 – 1                                                                         | Germania Ovest                                                                | Qual. Euro 1976                                                               | -                                                                             |                                                                               |
| 3-9-1975                                                                      | Vienna                                                                        | Austria                                                                       | 0 – 2                                                                         | Germania Ovest                                                                | Amichevole                                                                    | -                                                                             | 26’                                                                           |
| 19-11-1975                                                                    | Stoccarda                                                                     | Germania Ovest                                                                | 1 – 0                                                                         | Bulgaria                                                                      | Qual. Euro 1976                                                               | -                                                                             |                                                                               |
| 20-12-1975                                                                    | Istanbul                                                                      | Turchia                                                                       | 0 – 5                                                                         | Germania Ovest                                                                | Amichevole                                                                    | -                                                                             |                                                                               |
| 28-2-1976                                                                     | Dortmund                                                                      | Germania Ovest                                                                | 8 – 0                                                                         | Malta                                                                         | Qual. Euro 1976                                                               | -                                                                             |                                                                               |
| 24-4-1976                                                                     | Madrid                                                                        | Spagna                                                                        | 1 – 1                                                                         | Germania Ovest                                                                | Euro 1976 - Quarti di finale - andata                                         | -                                                                             | 46’                                                                           |
| 22-5-1976                                                                     | Monaco di Baviera                                                             | Germania Ovest                                                                | 2 – 0                                                                         | Spagna                                                                        | Euro 1976 - Quarti di finale - andata                                         | -                                                                             |                                                                               |
| 17-6-1976                                                                     | Belgrado                                                                      | Jugoslavia                                                                    | 2 – 4 dts                                                                     | Germania Ovest                                                                | Euro 1976 - Semifinale                                                        | -                                                                             |                                                                               |
| 20-6-1976                                                                     | Belgrado                                                                      | Cecoslovacchia                                                                | 2 – 2 dts (5-3 dtr)                                                           | Germania Ovest                                                                | Euro 1976 - Finale                                                            | -                                                                             |                                                                               |
| 6-10-1976                                                                     | Cardiff                                                                       | Galles                                                                        | 0 – 2                                                                         | Germania Ovest                                                                | Amichevole                                                                    | -                                                                             | 46’                                                                           |
| 17-11-1976                                                                    | Hannover                                                                      | Germania Ovest                                                                | 2 – 0                                                                         | Cecoslovacchia                                                                | Amichevole                                                                    | -                                                                             |                                                                               |
| 22-2-1978                                                                     | Monaco di Baviera                                                             | Germania Ovest                                                                | 2 – 1                                                                         | Inghilterra                                                                   | Amichevole                                                                    | -                                                                             |                                                                               |
| Totale                                                                        |                                                                               | Presenze                                                                      | 44                                                                            |                                                                               | Reti                                                                          | 0                                                                             |                                                                               |

## Palmarès

### Club

#### Competizioni nazionali
- Campionato tedesco: 6

Bayern Monaco: 1968-1969, 1971-1972, 1972-1973, 1973-1974, 1979-1980, 1980-1981
- Coppa di Germania: 3

Bayern Monaco: 1966-1967, 1968-1969, 1970-1971

#### Competizioni internazionali
- Coppa dei Campioni: 3

Bayern Monaco: 1973-1974, 1974-1975, 1975-1976
- Coppa delle Coppe: 1

Bayern Monaco: 1966-1967
- Coppa Intercontinentale: 1

Bayern Monaco: 1976

### Nazionale
- Campionato d'Europa: 1

1972
- Campionato mondiale: 1

1974